# Радисав Палибрк
Радисав (Ђорђа) Палибрк (Ђушница, 1891 — ?) био је српски наредник-водник. Носилац је Карађорђеве звезде са мачевима.

## Биографија
Рођен је 25. децембра 1891. године у Ђушници, срез прокупачки — од оца Ђорђа и мајке Јане. Био је артиљеријац. Уочи ратова служио је војску 1911. године у Моравском артиљеријском пуку и право из кадра отишао је у ратове. За време балканских и Првог светског рата, служио је у 5. батерији моравског пољског артиљеријског пука. За време тешких борби био је тешко рањен у десну ногу. Из ратова се вратио као артиљеријски наредник-водник. Одликован је Сребрним војничким орденом Карађорђеве звезде са мачевима и другим српским одликовањима.
Као инвалид, после рата запослио се у Главној војној болници у Београду, где је успео и кућу да сагради. Са супругом Катицом није имао деце у браку.